# Canton de Saint-Germain-l'Herm
Le canton de Saint-Germain-l'Herm est une ancienne division administrative française située dans le département du Puy-de-Dôme en région Auvergne.

## Géographie
Ce canton est organisé autour de Saint-Germain-l'Herm dans l'arrondissement d'Ambert. Son altitude varie de 591 m (Condat-lès-Montboissier) à 1 208 m (Chambon-sur-Dolore) pour une altitude moyenne de 940 m.

## Histoire
- De 1833 à 1848, les cantons de Saint-Amant-Roche-Savine et de Saint-Germain-l'Herm avaient le même conseiller général. Le nombre de conseillers généraux était limité à 30 par département[1].
- Le redécoupage des arrondissements intervenu en 1926 n'a pas affecté le canton de Saint-Germain-l'Herm.
- Le canton a été supprimé à la suite du redécoupage des cantons du Puy-de-Dôme, appliqué le 25 février 2014 par décret ; les dix communes intègrent le canton des Monts du Livradois[2].

## Représentation

### Conseillers généraux de 1833 à 2015
| Période | Période | Identité                                  | Étiquette                 | Qualité |
| ------- | ------- | ----------------------------------------- | ------------------------- | --- |
| 1833    | 1848    | Louis Jean Teyras de Grandval (1792-1855) |                           | Juge de paix, maire de Saint-Amant-Roche-Savine |
| 1848    | 1871    | Jean-François Barrière                    |                           | Notaire, maire de Saint-Germain-l'Herm |
| 1871    | 1904    | Charles Barrière                          | Républicain puis All.dém. | Avocat Député (1885-1889) - Sénateur (1891-1909) Maire de Saint-Germain-l'Herm, Président du Conseil Général                                                                                                |
| 1904    | 1910    | Régis Gorce                               | Républicain libéral       | Propriétaire à Saint-Germain-l'Herm |
| 1910    | 1919    | Jean Burquel                              | Rad.                      | Huissier, maire de Saint-Germain-l'Herm |
| 1919    | 1934    | Michel Vaurillon                          | Rad.                      | Instituteur Maire de Saint-Germain-l'Herm |
| 1934    | 1940    | Louis Camus                               | SFIO                      | Négociant à Saint-Germain-l'Herm, conseiller d'arrondissement |
|         |         |                                           |                           | |
| 1942    | 1945    | Jean-Baptiste Ollier                      |                           | Maire de Saint-Germain-l'Herm Nommé conseiller départemental en 1942 |
|         |         |                                           |                           | |
| 1945    | 1973    | Léon Barthelay                            | SFIO puis PS              | Agriculteur Maire de Saint-Bonnet-le-Chastel (1945-1971), ancien conseiller d'arrondissement |
| 1973    | 2004    | Georges Chometon                          | Centriste puis UDF        | Artisan, Président de la Chambre de commerce et d'industrie d'Ambert Maire de Saint-Bonnet-le-Chastel (1971-2008) Député du Puy-de-Dôme (1986-1988) Président du Conseil général du Puy-de-Dôme (1992-1998) |
| 2004    | 2015    | Mme Dominique Giron                       | DVG                       | Agent de développement Maire de Condat-lès-Montboissier (2008-2020) Elue en 2015 dans le Canton des Monts du Livradois                                                                                      |

### Conseillers d'arrondissement (de 1833 à 1940)
| Période                                  | Période          | Identité                          | Étiquette      | Qualité |
| ---------------------------------------- | ---------------- | --------------------------------- | -------------- | --- |
| 1833                                     | 1842             | Benoit L'Héritier                 |                | Juge de paix à Saint-Germain-l'Herm                                                                         |
| 1842                                     | 1871             | Charles Vauzelles                 |                | Juge de paix à Saint-Germain-l'Herm                                                                         |
| 1871                                     | 1886             | Pierre Tardif                     |                | Docteur en médecine à Fournols                                                                              |
| 1886                                     | 1907             | Louis Annet Félix Gabriel Gaudias |                | Maitre d'hôtel à Saint-Germain-l'Herm                                                                       |
| 1907                                     | 1908 (décès)     | Aloys Bisch                       | Radical        | Industriel, maire de Saint-Germain-l'Herm                                                                   |
| 8 nov.1908                               | Oct.1913 (décès) | Henri Amblard                     | Radical        | Médecin, maire de Condat-lès-Montboissier                                                                   |
| 21 déc.1913                              | 1919             | M. Bessat                         |                | |
| 1919                                     | 1931             | Claudius Petit                    | Radical        | Propriétaire, conseiller municipal de Saint-Germain-l'Herm                                                  |
| 1931                                     | 1934             | Louis Camus                       | SFIO           | Négociant à Saint-Germain-l'Herm                                                                            |
| Déc.1934                                 | 1937             | M. Maissant                       | Radical Modéré | Industriel à Saint-Bonnet-le-Chastel                                                                        |
| 1937                                     | 1940             | Léon Barthelay (1895-1981)        | SFIO           | Agriculteur, adjoint au maire de Saint-Bonnet-le-Chastel                                                    |
| 1940                                     |                  |                                   |                | Les conseils d'arrondissement ont été suspendus par la loi du 12 octobre 1940 et n'ont jamais été réactivés |
| Les données manquantes sont à compléter. |                  |                                   |                | |

## Composition
Le canton de Saint-Germain-l'Herm groupait 10 communes et comptait 2 030 habitants (recensement de 2012, population municipale).
| Nom                              | Code Insee | Intercommunalité          | Population (dernière pop. légale) |
| -------------------------------- | ---------- | ------------------------- | --------------------------------- |
| Saint-Germain-l'Herm (chef-lieu) | 63353      | CC Ambert Livradois Forez | 487 (2014)                        |
| Aix-la-Fayette                   | 63002      | CC Ambert Livradois Forez | 75 (2014)                         |
| Chambon-sur-Dolore               | 63076      | CC Ambert Livradois Forez | 165 (2014)                        |
| Condat-lès-Montboissier          | 63119      | CC Ambert Livradois Forez | 223 (2014)                        |
| Échandelys                       | 63142      | CC Ambert Livradois Forez | 251 (2014)                        |
| Fayet-Ronaye                     | 63158      | CC Ambert Livradois Forez | 102 (2014)                        |
| Fournols                         | 63162      | CC Ambert Livradois Forez | 325 (2014)                        |
| Saint-Bonnet-le-Bourg            | 63323      | CC Ambert Livradois Forez | 136 (2014)                        |
| Saint-Bonnet-le-Chastel          | 63324      | CC Ambert Livradois Forez | 209 (2014)                        |
| Sainte-Catherine                 | 63328      | CC Ambert Livradois Forez | 56 (2014)                         |

## Démographie
| 1962  | 1968  | 1975  | 1982  | 1990  | 1999  | 2006  | 2011  | 2012  |
| ----- | ----- | ----- | ----- | ----- | ----- | ----- | ----- | ----- |
| 4 147 | 3 714 | 3 152 | 2 779 | 2 468 | 2 310 | 2 223 | 2 047 | 2 030 |